# 太田文平
太田 文平（おおた ぶんぺい、1916年4月24日 - 1999年7月6日）は、経営学者、寺田寅彦研究者。
静岡県生まれ。1938年名古屋高等商業学校（現・名古屋大学経済学部）卒業。日立製作所に入社。1976年退社、日本大学経済学部教授。1986年定年、名古屋商科大学教授。1989年退任。1999年、くも膜下出血のため死去。
本業で多くの著書を著すかたわら、寺田寅彦などの科学者文学者の研究もおこなった。

## 著書
- 経営協議会の理論と実際 日本能率協会 1948
- 文書整理の事務組織 青山書院 1950
- 寺田寅彦の生涯 四季社 1955 (四季新書)
- 文書管理 日刊工業新聞社 1959
- 総務課長の実務 池田書店 1959
- 寺田寅彦の作品と生涯 七曜社 1962
- 近代管理と電子計算機 丸善 1966
- 新・総務課長の実務 池田書店 1967 (新・部課長シリーズ)
- 管理者のための電子計算機 経林書房 1967
- 経営情報の管理 明日の企業にどう生かすか 東洋経済新報社 1969 (経営実務シリーズ)
- 情報選択とコンピュータ 人と機械をどう活かすか 経林書房 1970
- 寺田寅彦 その世界と人間像 都市出版 1971
- 経営の現代化とコンピュータリゼーション 丸善 1972
- 管理者の未来と責務 情報化社会における企業組織への対応 日本経済評論社 1975 (実務叢書)
- 寺田寅彦の周辺 日本放送出版協会 1975
- 基本文書管理 同友館 1976
- 中谷宇吉郎の生涯 学生社 1977.8
- 経営現代化と情報管理 コンピュータリゼーションを基底とする経営現代化の条件形成に関する研究 千倉書房 1978.9
- 情報関連産業論 千倉書房 1984.3
- 現代事務管理論 同友館 1986.2
- 寺田寅彦回想 古川書房 1988.2 (古川叢書)
- 寺田寅彦 新潮社 1990.6
- 寺田寅彦 人と芸術 麗澤大学出版会 2002.2

## 共著
- 文書事務の管理と技術 笹尾勝蔵共著 ダイヤモンド社 1954
- 警察事務提要 須藤博忠/笹尾勝蔵共著 令文社 1957
- 日本の電子計算機 味村重臣共著 日本能率協会 1962 (マネジメント新書)
- 日本の電子計算機 続(新スタフ族の誕生) 味村重臣共著 日本能率協会 1965 (マネジメント新書)

## 参考
- http://bookweb.kinokuniya.co.jp/htm/4892054461.html